# Ole Michelsen
Ole Michelsen (født 4. april 1940, død 5. marts 2020) var en dansk kulturjournalist og forfatter, kendt som vært i DR filmprogrammet Bogart. Han deltog i kulturkanonudvalget for film.

## Biografi
Ole Michelsen afbrød en universitetsuddannelse i 1964 og rejste til Frankrig. Her blev han instruktørassistent for Jean-Pierre Melville på filmen Storgangsterens sidste kup (Le deuxième souffle) i 1966. Desuden var han freelancejournalist for DR og flere aviser under sit ophold, der varede til 1970. Tilbage i Danmark blev han ansat som kulturjournalist ved DRs radioafdeling, og han bestyrede her bl.a. Kardinalernes middag (fra 1976) med Hans Bendix, Svend Kragh-Jacobsen, Ole Vinding og Olaf Ussing. Han blev mest kendt for filmmagasinet Bogart, som han fra 1985 omsatte til en tv-programserie på DR. Programmet ophørte i 2002.
Efter DR koncentrerede han sig om at skrive bøger og holde foredrag om alkoholisme og kampen for at komme ud af den. Det er et emne, han har personlige erfaringer med.
Han blev alenefar for datteren Trine Michelsen, efter at hans hustru Nina Varberg (født 1946, død 1969) omkom ved en bilulykke i Paris fire år efter Trines fødsel.
Ole Michelsen gik i skole med skuespilleren Ulf Pilgaard, og sammen medvirkede de i 2006 samtalebogen Barndomsvenner. Krydsklippede erindringer.
I år 2000 modtog han DR's Sprogpris.
Ved sin død 5. marts 2020 led han af svær alzheimers sygdom. Han blev bisat fra Frederiksberg Kirke den 14. marts.